# Święto Wojska Polskiego
Święto Wojska Polskiego – święto Sił Zbrojnych Rzeczypospolitej Polskiej, obchodzone 15 sierpnia na pamiątkę zwycięskiej Bitwy Warszawskiej w 1920, stoczonej w czasie wojny polsko-bolszewickiej. Wprowadzone ustawą Sejmu z 30 lipca 1992 r. (Dz.U. z 1992 r. nr 60, poz. 303), zastąpioną ustawą z 11 marca 2022 r. o obronie Ojczyzny (Dz.U. z 2022 r. poz. 655).
Święto to przypada w dzień ustawowo wolny od pracy, ponieważ 15 sierpnia jest również liturgicznym świętem Wniebowzięcia Najświętszej Maryi Panny, dla którego ustawodawca wprowadził dzień wolny.

## Historia

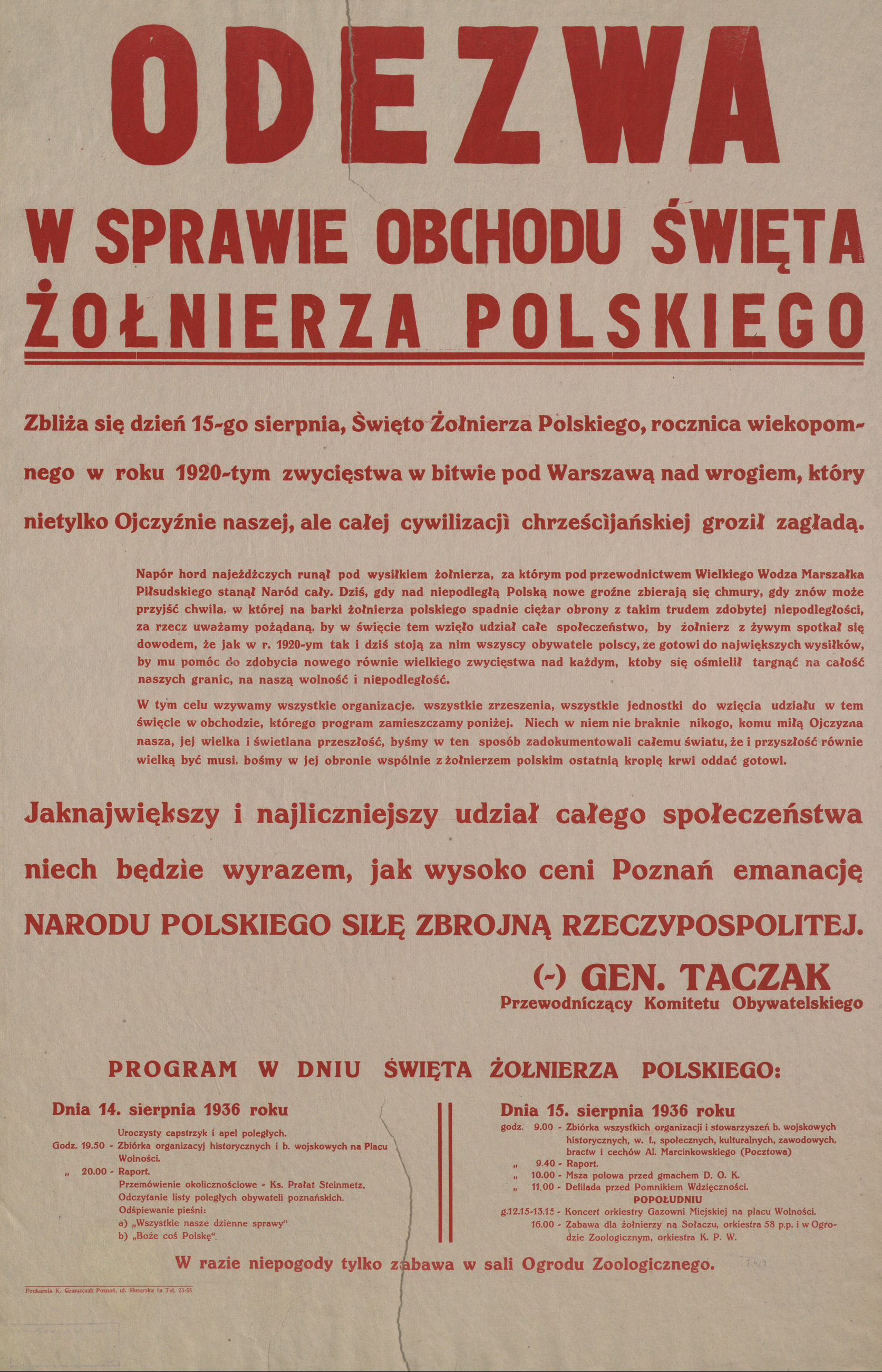
Odezwa w sprawie obchodów święta Żołnierza Polskiego 1936 r. (miejsce przechowywania: Archiwum Państwowe w Poznaniu).

Wojsko Polskie od uzyskania niepodległości przez państwo polskie w 1918 roku w znakach, nazwach, ceremoniale i wewnętrznej strukturze podkreślało swój historyczny rodowód i swą tradycję, rozumianą jako trwanie państwa oraz ciągłość istnienia jego zbrojnego ramienia.
Kultywowanie tradycji oręża polskiego było jednym z istotnych czynników integrujących armię oraz umacniało jej więzi ze społeczeństwem. Szczególnym tego przykładem były święta wojskowe, uroczyście obchodzone w armii II Rzeczypospolitej. Do tych tradycji nawiązują obecnie żołnierze Wojska Polskiego.
W okresie II Rzeczypospolitej Święto Żołnierza obchodzono dla upamiętnienia walk w obronie Ojczyzny toczonych w 1920 roku. Wybrano dzień 15 sierpnia, gdyż w tym dniu w 1920 roku w godzinach nocnych pierwsze oddziały 21 Dywizji Górskiej rozpoczęły forsowanie Wieprza pod Kockiem. Rozpoczęto w ten sposób kontrofensywę, w wyniku której rozbito wojska rosyjskiego Frontu Zachodniego pod dowództwem Michaiła Tuchaczewskiego.
Ustanowienie Święta Żołnierza sankcjonował rozkaz Ministra Spraw Wojskowych gen. broni Stanisława Szeptyckiego nr 126 z dnia 4 sierpnia 1923 roku. Podano w nim:

W dniu tym wojsko i społeczeństwo czci chwałę oręża polskiego, której uosobieniem i wyrazem jest żołnierz. W rocznicę wiekopomnego rozgromienia nawały bolszewickiej pod Warszawą święci się pamięć poległych w walkach z wiekowym wrogiem o całość i niepodległość Polski.

Rozkaz dokładnie regulował również program Święta Żołnierza, który składał się z kilku głównych elementów:
1. w przeddzień Święta Żołnierza o godz. 20.00 capstrzyk orkiestr wojskowych na ulicach miasta garnizonowego;
2. w dzień święta w każdym garnizonie o godz. 9.00 przegląd wojsk z nabożeństwem i błogosławieństwem;
3. po południu uroczystości ogólnonarodowe;
4. uroczysty wieczorny apel o godz. 22.30 w obecności oficera, celem utrwalenia w oddziałach pamięci poległych na polu walki towarzyszy broni.

Święto Żołnierza nie zostało nigdy odwołane równorzędnym lub wyższym aktem. Obchodzono je uroczyście w okresie II wojny światowej w Polskich Siłach Zbrojnych na Zachodzie i w ludowym Wojsku Polskim do 1946 roku. W następnych latach zaniechano jego obchodów, ponieważ przypominało ono o zwycięstwie Wojska Polskiego nad „bratnią” Armią Czerwoną. W latach 1947–1950 Wojsko Polskie obchodziło swoje święto w dniu 9 maja, czyli w rocznicę zakończenia II wojny światowej w Europie, która według czasu moskiewskiego przypadała na 9 maja. Ten dzień był równocześnie Narodowym Świętem Zwycięstwa i Wolności. W okresie od 7 października 1950 do 13 sierpnia 1992 Dniem Wojska Polskiego był 12 października – rocznica bitwy pod Lenino z udziałem 1 Dywizji Piechoty im. Tadeusza Kościuszki. Po raz ostatni Dzień Wojska Polskiego był obchodzony 12 października 1989.
W latach 1990–1992 obchody Święta Wojska Polskiego połączone były z rocznicą uchwalenia Konstytucji 3 maja.
Ustawa sejmowa z dnia 30 lipca 1992 przywróciła obchody Święta Wojska Polskiego w dniu 15 sierpnia. Tegoż roku po raz pierwszy w dniu 15 sierpnia odbyły się centralne uroczystości z okazji Święta Wojska Polskiego przed Grobem Nieznanego Żołnierza w Warszawie.

## Obchody

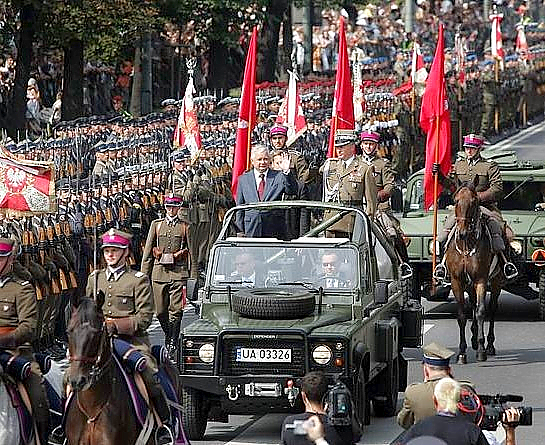
Prezydent Lech Kaczyński dokonuje przeglądu oddziałów Wojska Polskiego przed defiladą w dniu Święta Wojska Polskiego 15 sierpnia 2007 w Warszawie

Corocznie 15 sierpnia odbywają się we wszystkich kościołach polowych w Polsce uroczyste Msze Święte w intencji poległych na polu chwały. Na cmentarzach pamięć żołnierzy czci Apel Poległych, natomiast przed Grobem Nieznanego Żołnierza w Warszawie odprawiana jest z udziałem najwyższych władz państwowych honorowa zmiana warty.

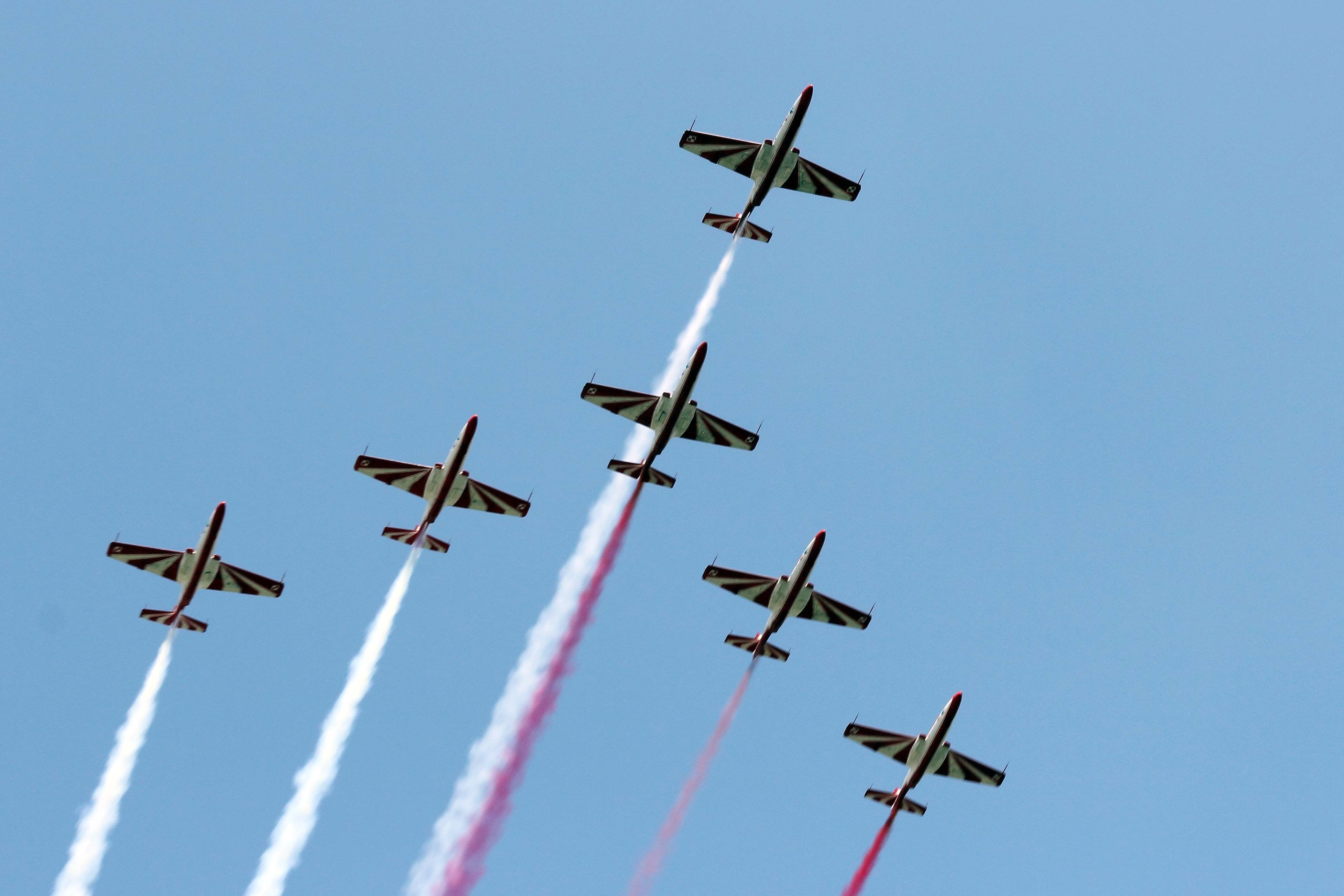
Zespół akrobacyjny Biało-Czerwone Iskry podczas święta WP w 2015

15 sierpnia 2007, pierwszy raz w powojennej historii Polski (ostatnia tak duża defilada odbyła się w 1974), miała miejsce defilada nawiązująca do tradycji II Rzeczypospolitej. Około stu pojazdów i tysiąca żołnierzy (w tym reprezentacyjny pododdział francuski) przedefilowało Alejami Ujazdowskimi w Warszawie. Nad trasą defilady przelatywały samoloty i śmigłowce. Paradzie przyglądały się tysiące widzów, zapełniających trasę i boczne uliczki.
Uroczystości rozpoczęły się od przeglądu oddziałów, którego dokonał prezydent Lech Kaczyński, jadąc w odkrytym samochodzie terenowym Land Rover Defender. Prezydent przed Belwederem odbierał również defiladę.